# Дилияннис, Николаос
Николаос Дилияннис (греч. Νικόλαος Δηλιγιάννης; 1841, Афины — 5 января 1910, Париж) — греческий дипломат конца XIX — начала XX веков. В 1895 году был премьер-министром Греции.

## Биография
Николаос Дилияннис родился в 1841 году в Афинах. Его отец Петрос Дилияннис происходил из рода знатных землевладельцев из Лангадии. Учился юриспруденции в Афинском университете. Последовал дипломатической карьере. Первоначально был назначен секретарём греческого посольства в Константинополе (1874—1880), после чего служил послом Греции в Белграде (1881—1885), в Париже (1885—1893) и Мадриде.
В 1899 году был представителем Греции на Гаагской конференции. В январе 1895 года был назначен королём Георгом (служебным) премьер-министром. Правительство Николаоса Дилиянниса провело в мае того же года выборы, на которых победил его двоюродный брат Теодорос Дилияннис. 31 мая 1895 года Николаос Дилияннис передал официально правление страной Теодоросу Дилияннису. Николаос Дилияннис был вновь назначен послом в Париж и оставался на этом посту до самой своей смерти. Николаос умер в Париже 5 января 1910 года.

## Семья
Дилияннис был женат. Его жена была из рода Балтадзи и приходилась сестрой королевской придворной Балтадзи и госпоже Томбази, супруге посла Греции в Белграде. У четы было трое детей. Дочь и сын, офицер военно-морского флота, умерли до кончины самого Дилиянниса. Третий ребёнок, Петрос Дилияннис, стал дипломатом, был секретарём посольства Греции в Вашингтоне, был переведён в посольство в Париже и с 1890 года возглавил консульский отдел.